# باولو ليون
باولو ليون (بالإيطالية: Paolo Leon)‏ هو اقتصادي إيطالي، ولد في 26 أبريل 1935 في البندقية في إيطاليا، وتوفي في 11 يونيو 2016 في روما في إيطاليا.